# Bålgårdstjärnet
Bålgårdstjärnet är en sjö söder om Bålgård i Arvika kommun i Värmland och ingår i Göta älvs huvudavrinningsområde. Sjön är 8 meter djup, har en yta på 0,146 kvadratkilometer och är belägen 91,5 meter över havet.

## Delavrinningsområde
Bålgårdstjärnet ingår i det delavrinningsområde (662041-132246) som SMHI kallar för Mynnar i Vikarälven. Medelhöjden är 96 meter över havet och ytan är 4,42 kvadratkilometer. Det finns ett avrinningsområde uppströms, och räknas det in blir den ackumulerade arean 15,61 kvadratkilometer. Lillälven som avvattnar avrinningsområdet har biflödesordning 4, vilket innebär att vattnet flödar genom totalt 4 vattendrag innan det når havet efter 273 kilometer. Avrinningsområdet består mestadels av skog (58 procent), öppen mark (15 procent) och jordbruk (21 procent). Avrinningsområdet har 0,14 kvadratkilometer vattenytor vilket ger det en sjöprocent på 3,2 procent.